# TT353
La tombe thébaine TT 353 est un tombeau de l'Égypte antique, situé à Deir el-Bahari, dans la nécropole thébaine, sur la rive ouest du Nil, face à Louxor en Égypte.
C'est la tombe de Sénènmout, intendant, architecte et précepteur des filles de la reine-pharaon Hatchepsout.

## Découverte
La tombe de Sénènmout a été découverte lors des fouilles de 1925-1927 dirigées par Herbert Eustis Winlock pour l'expédition égyptienne du Metropolitan Museum of Art.
On accède à la tombe inachevée par un escalier en pente raide qui part d'une carrière. Long de quatre-vingt-dix mètres, il donne accès à trois chambres successives situées sous le temple mortuaire d'Hatchepsout. On ne sait pas si cela a été fait pour placer délibérément sa tombe dans l'enceinte du temple d'Hatchepsout ou pour accéder à du grès de meilleure qualité. La mise au jour de la chambre a permis de découvrir les deux panneaux de ce que l'on appelle aujourd'hui le diagramme céleste égyptien. Les sculptures du plafond et des murs sont particulièrement bien conservées en raison de la craie dans laquelle elles ont été taillées.

## Usage de la tombe
Sénènmout, architecte d'Hatchepsout, a imaginé le fameux temple funéraire de Deir el-Bahari. Pour rester à proximité de sa reine, il a fait construire pour son propre usage une tombe (répertoriée TT 353) qui recèle un document historique de première importance : son plafond astronomique, qui livre de précieuses informations sur l'ampleur et l'exactitude des connaissances astronomiques des anciens Égyptiens. Sur les murs se trouvent des textes du livre des morts.

## Le plafond astronomique
Illustré de dessins figuratifs ou hiéroglyphiques et de bas-reliefs, il est constitué de deux registres superposés.

### Le registre inférieur

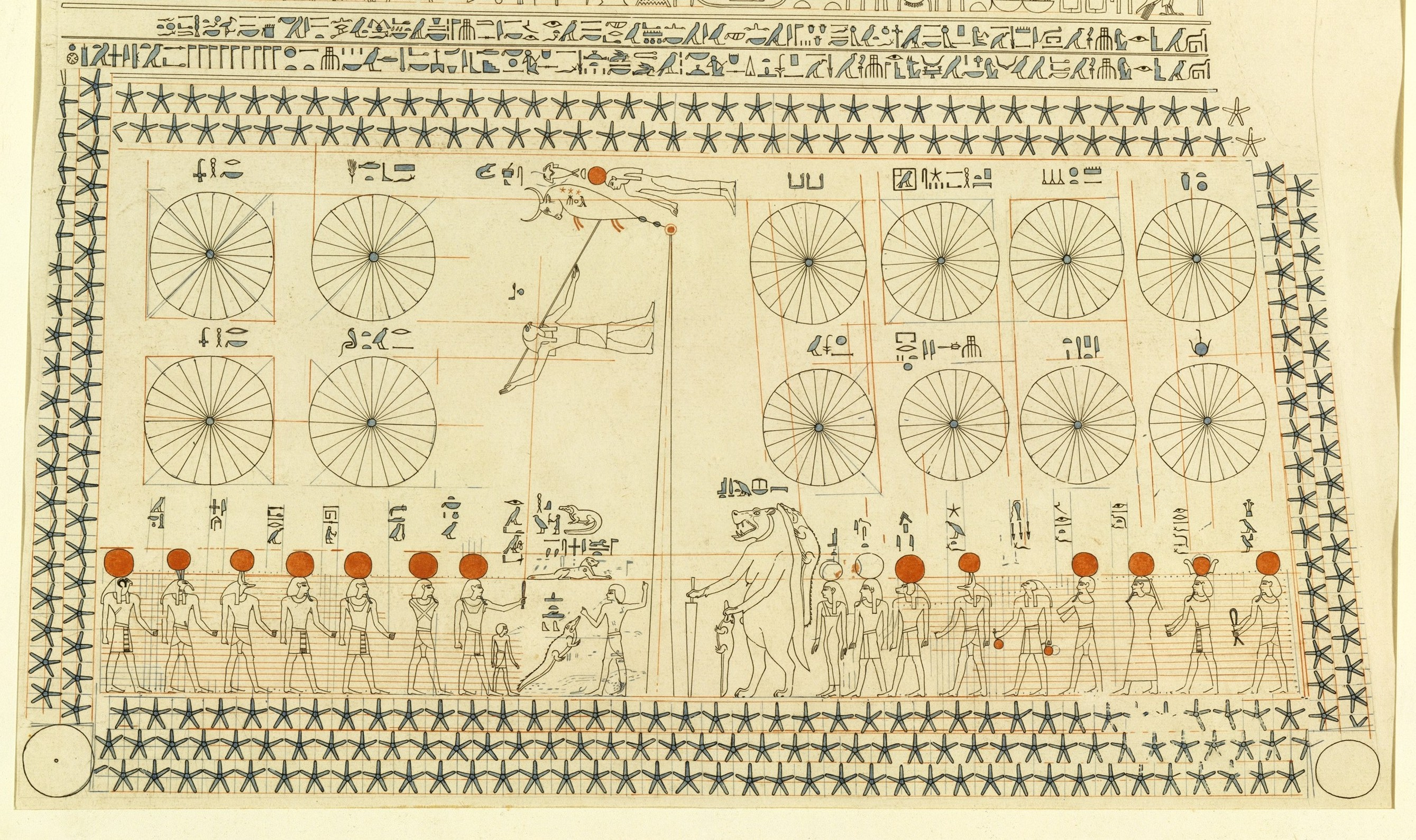
Registre inférieur

Dans la partie inférieure sont représentés, sous la forme de cercles divisés en vingt-quatre secteurs, les douze mois de l'année. Ces cercles sont séparés en deux groupes par un étroit triangle isocèle déterminant le méridien reliant le lieu d'observation au point de la voûte céleste qui se trouve à sa verticale. Au sommet de ce triangle, une divinité désigne de sa lance la position d'une des étoiles composant le dessin d'une cuisse de taureau.
Ce premier groupe de dessins figure donc le passage de cette étoile à son point le plus haut sur le méridien, évènement appelé « culmination » qui correspondait au passage de la deuxième à la troisième saison du calendrier égyptien.
La partie inférieure du plafond représente également une autre culmination, celle de l'étoile Rigel de la constellation d'Orion, phénomène se produisant 240 jours plus tard, marquant le passage de la première à la deuxième saison. Cette constellation était associée au dieu Osiris. C'est donc par les orteils gauches du dessin du dieu qui navigue sur une barque que passe la ligne méridienne. À la gauche d'Osiris, figurent d'autres dieux qui précisent la position d'autres constellations et de certaines planètes. Cet ensemble représente un état du ciel de la nuit, au moment précis du début de la saison des plantations.
Le calcul des trajectoires des étoiles au fil des siècles permet d'affirmer que cette nuit est celle du 14 au 15 novembre 1463 avant notre ère.

## Analyse

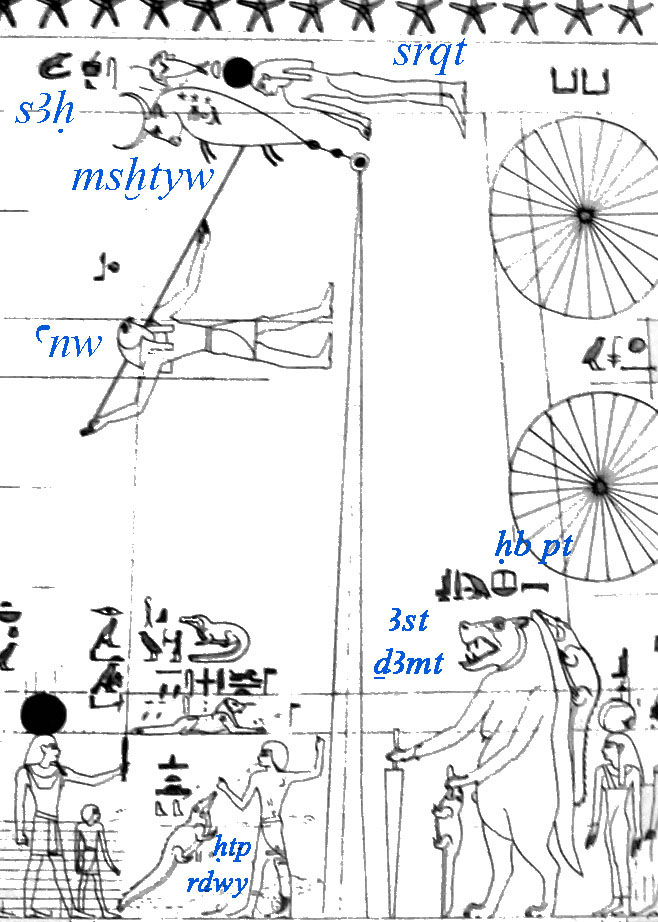
Constellations sur le plafond astronomique de la tombe de Sénènmout.

Bien que la tombe ait été inachevée et ait subi des dommages au cours des siècles, le plafond a apporté de nouvelles informations sur l'astronomie, la chronologie, la mythologie et la religion en Égypte antique en raison de l'incorporation de tous ces éléments comme moyen de relier le divin au monde des mortels.
L'astronomie égyptienne consistait à identifier les corps célestes dans le ciel et à les relier aux divinités censées jouer un rôle dans la mythologie et les pratiques religieuses.
Les plafonds astronomiques étaient porteurs d'un symbolisme important pour les Égyptiens, qui associaient la religion divine aux aspects plus terrestres de la vie quotidienne, tels que l'agriculture et le travail. La représentation détaillée de l'astronomie et des divinités illustre le désir des Égyptiens de comprendre les cieux et d'appliquer cette compréhension aux dieux qui, selon eux, influençaient tous les aspects de la vie.
L'assimilation de ces éléments a permis au calendrier égyptien de se distinguer des calendriers anciens des Sumériens et des Babyloniens. Otto Neugebauer suggère que la complexité des calendriers égyptiens :

« représente la coexistence pacifique de différentes méthodes de définition des moments et des intervalles temporels, de différentes manières et à différentes occasions. »

L'utilisation des calendriers astronomiques ne se limitait pas aux tombes à plafond, puisqu'ils apparaissaient sur les planches des cercueils, les planches à eau, les temples et divers autres surfaces et objets.